# Liste der Baudenkmäler in München
Auf dieser Seite sind die Baudenkmäler in der bayerischen Landeshauptstadt München zusammengestellt. Diese Tabelle ist eine Teilliste der Liste der Baudenkmäler in Bayern. Grundlage ist die Bayerische Denkmalliste, die auf Basis des Bayerischen Denkmalschutzgesetzes vom 1. Oktober 1973 erstmals erstellt wurde und seither durch das Bayerische Landesamt für Denkmalpflege geführt wird. Die folgenden Angaben ersetzen nicht die rechtsverbindliche Auskunft der Denkmalschutzbehörde.

## Stadtteillisten

Karte der Stadtbezirke Münchens

In München gibt es 6868 Baudenkmäler und 81 denkmalgeschützte Ensembles (Stand Dezember 2024). Daher ist diese Liste in Teillisten für die einzelnen Stadtteile Münchens aufgeteilt, die im Folgenden nach Stadtbezirken sortiert angegeben sind. Zwischen den Denkmallisten der Stadtteile kann über eine alphabetisch sortierte Navigationsleiste gewechselt werden. Für die Stadtteile Steinhausen und Zamdorf sind derzeit keine Baudenkmäler ausgewiesen.
In den Stadtteillisten sind sowohl Einzelbauwerke als auch denkmalgeschützte Ensembles aufgeführt. Einen Überblick über alle Ensembles gibt die Liste der denkmalgeschützten Ensembles in München.
| Stadtbezirk                                            | Bez.-Nr. | Denkmalliste des Stadtteils                                                                |
| ------------------------------------------------------ | -------- | ------------------------------------------------------------------------------------------ |
| Altstadt-Lehel                                         | 1        | Altstadt Lehel                                                                             |
| Ludwigsvorstadt-Isarvorstadt                           | 2        | Isarvorstadt Ludwigsvorstadt                                                               |
| Maxvorstadt                                            | 3        | Maxvorstadt                                                                                |
| Schwabing-West                                         | 4        | Schwabing-West                                                                             |
| Au-Haidhausen                                          | 5        | Haidhausen Au                                                                              |
| Sendling                                               | 6        | Sendling                                                                                   |
| Sendling-Westpark                                      | 7        | Sendling-Westpark                                                                          |
| Schwanthalerhöhe                                       | 8        | Schwanthalerhöhe                                                                           |
| Neuhausen-Nymphenburg                                  | 9        | Neuhausen Nymphenburg                                                                      |
| Moosach                                                | 10       | Moosach                                                                                    |
| Milbertshofen-Am Hart                                  | 11       | Milbertshofen Am Hart                                                                      |
| Schwabing-Freimann                                     | 12       | Schwabing Freimann                                                                         |
| Bogenhausen                                            | 13       | Bogenhausen Oberföhring Johanneskirchen Englschalking Denning Daglfing Steinhausen Zamdorf |
| Berg am Laim                                           | 14       | Berg am Laim                                                                               |
| Trudering-Riem                                         | 15       | Trudering Riem                                                                             |
| Ramersdorf-Perlach                                     | 16       | Perlach Ramersdorf                                                                         |
| Obergiesing-Fasangarten                                | 17       | Obergiesing Fasangarten                                                                    |
| Untergiesing-Harlaching                                | 18       | Untergiesing Harlaching                                                                    |
| Thalkirchen-Obersendling-Forstenried-Fürstenried-Solln | 19       | Thalkirchen Obersendling Solln Forstenried Fürstenried                                     |
| Hadern                                                 | 20       | Hadern                                                                                     |
| Pasing-Obermenzing                                     | 21       | Pasing Obermenzing                                                                         |
| Aubing-Lochhausen-Langwied                             | 22       | Aubing Lochhausen Langwied                                                                 |
| Allach-Untermenzing                                    | 23       | Allach Untermenzing                                                                        |
| Feldmoching-Hasenbergl                                 | 24       | Feldmoching Hasenbergl                                                                     |
| Laim                                                   | 25       | Laim                                                                                       |

## Veröffentlichungen
Die Liste der Baudenkmäler in München ist Bestandteil der Bayerischen Denkmalliste, die vom Bayerischen Landesamt für Denkmalpflege gepflegt wird. Basierend auf dieser Liste sind die Baudenkmäler Münchens in der Reihe Denkmäler in Bayern auch in Buchform erschienen.
Im ersten Teil dieser Reihe, die die Baudenkmäler nach Regierungsbezirken geordnet darstellt, ist der Landeshauptstadt München ein eigener Band gewidmet. Im dritten Teil, der für die Baudenkmäler jedes Landkreises und jeder Kreisfreien Stadt jeweils einen eigenen Band vorsieht, sind für München 4 Bände vorgesehen (Mitte, Südwest, Nord, Ost), von denen jeder wieder in Teilbände aufgeteilt ist. In diesem Teil ist zu jedem Baudenkmal eine kurze Beschreibung und mindestens eine Abbildung vorhanden. Die Bände I.2/1 (Mitte) und I.2/2 (Südwest) sind bereits erschienen, die Bände I.2/3 (Nord) und 1.2/4 (Ost) sind in Vorbereitung.